# Stylidium adpressum
Stylidium adpressum este o specie de plante dicotiledonate din genul Stylidium, familia Stylidiaceae, ordinul Asterales, descrisă de George Bentham. Conține o singură subspecie: S. a. patens.